# 船水紀孝
船水紀孝（1965年12月14日—），有时在职员表中作Poo，日本电子游戏设计师、总监、制作人，原卡普空雇员。2004年离开卡普空，参与Crafts & Meister的建立。

## 事业
船水1985年进入卡普空。之前他以兼职身份创作了《Beep》，直到他被公司高级职员邀请进入公司。在加入卡普空后，他和设计师同事冈本吉起在玩接球游戏时成为好友。在1980年代末到1990年代中期，船水为公司设计或合作设计了数款街机游戏，其中就有街头霸王系列（特别是《超级街头霸王II》和少年街霸系列）。
船水之后升任卡普空第一制作工作室的经理，制作了数款街机和游戏机作品。他在2004年4月和须藤克洋离开卡普空，建立Crafts & Meister。